# LORA München
LORA München est une station de radio associative locale située à Munich.

## Histoire
Le projet de LORA München (pour Lokalradio) remonte aux années 1980. Les membres de diverses initiatives[style à revoir] de Munich (initiatives de locataires et d'employés des journaux locaux, de syndicats et de collectifs de travailleurs autogérés, et plus tard de groupes pacifistes) forment d'abord un projet intitulé Bürgerradio Haidhausen.
Le projet de LORA München est dévoilé le 17 avril 1986. L'association de soutien est fondée en octobre 1986, la LORA-GmbH (propriétaire-titulaire de la licence de radiodiffusion) en février 1987.
La radio commence à émettre le 8 octobre 1993, du lundi au vendredi de 18h à 20h, sur la bande FM, à la fréquence de 89 MHz. Les recours judiciaires des radios commerciales concurrentes ont différé de six mois le premier jour de diffusion ; un autre recours a même été déposé le 4 octobre.
Au printemps 1994, elle passe sur la fréquence 92.4, qui est partagée avec d'autres radios locales dont Radio Feierwerk et aujourd'hui Christliches Radio München et Radio Horeb (de).
LORA Munich possède un studio de diffusion situé Gravelottestraße jusqu'à fin février 2015. Après une interruption du bail du propriétaire, la radio s'installe au Schwanthalerstraße 81.

### Source de la traduction
- (de) Cet article est partiellement ou en totalité issu de l’article de Wikipédia en allemand intitulé « LORA München » (voir la liste des auteurs).